# Concerto per flauto (Nielsen)
Il Concerto per flauto e orchestra di Carl Nielsen è una composizione scritta nel 1925.

## Genesi
A metà degli anni Venti Carl Nielsen iniziò a concepire l’idea di scrivere concerti solistici per strumenti a fiato; probabilmente era rimasto affascinato dalle loro sonorità dopo l’ascolto del Quintetto Danese (rispetto al quintetto per archi, quello per fiati presenta una minore omogeneità di suono ma offre in compenso una maggior varietà di contrasti). Quale che sia stata la ragione, nel 1925 iniziò a comporre il primo dei suoi concerti per fiati, concepito per il flauto, portandolo a compimento nel mese di ottobre di quell’anno durante un suo soggiorno in Italia, in cui visitò Firenze. L’opera fu dedicata al flautista Holger Gilbert Jespersen, membro del Quintetto Danese, che lo eseguì pubblicamente per la prima volta a Parigi il 21 ottobre 1926 sotto la direzione di Emil Telmányi, genero del compositore; la prima esecuzione in Danimarca ebbe luogo a Copenaghen il 27 gennaio 1927, sempre con Jespersen nel ruolo di solista.

## Struttura
Come già per il precedente Concerto per violino, anche in quello per flauto Nielsen sceglie di articolare l’opera in due soli movimenti in luogo dei tre del tradizionale concerto solistico. Inoltre l’accompagnamento del solista è affidato a un complesso tipicamente da musica da camera anziché a una classica orchestra sinfonica.
- I. Allegro moderato

Il primo movimento si apre con una breve introduzione dell’orchestra, cui segue l’entrata del solista al quale è affidato un ruolo espressamente virtuoso; non mancano tuttavia i momenti spesso dialettici del flauto con gli altri strumenti dell’orchestra (come ad esempio con il clarinetto, l’oboe, ecc.), diversamente dal modello tradizionale del concerto solistico, mentre la parte orchestrale dà un’immagine sonora leggera e ariosa, propria di un complesso di musica da camera.
- II. Allegretto

Il secondo movimento inizia in tempo Allegretto, che dopo sole 62 battute muta in un Adagio ma non troppo. Notevole è il colorito poetico del flauto e dell’orchestra,  con quest’ultima che nel suo ruolo di accompagnamento non svolge alcun dialogo con il solista. La tonalità progressiva e la melodia semplice (che deriva dalla conoscenza dei canti popolari) in questo concerto non si escludono vicendevolmente, come è tipico del linguaggio musicale di Nielsen. Nel movimento vi è spazio anche per i momenti di grottesco senso dell’umorismo, come dimostra il glissando del trombone che ricorda l’Humoreske della Sesta Sinfonia.

## Discografia parziale
- Julius Baker; New York Philharmonic, Leonard Bernstein (Sony BMG)
- Poul Birkelund; Danish Radio Symphony Orchestra, Thomas Jensen (Danacord)
- Gareth Davies; Bournemouth Symphony Orchestra, Kees Bakels (Naxos)
- Per Flemström; Swedish Radio Symphony Orchestra, Esa-Pekka Salonen (Sony BMG)
- Gilbert Jespersen; Danish Radio Symphony Orchestra, Thomas Jensen (Decca)
- Frantz Lemmser; Danish Radio Symphony Orchestra, Herbert Blomsted (EMI)
- Toke Lund Christiansen; Danish Radio Symphony Orchestra, Michael Schønwandt (Chandos)